# Henrik 3. af Frankrig
Henrik 3. af Frankrig (fransk: Henri III; polsk: Henryk Walezy; litauisk: Henrikas Valua; født 19. september 1551 i Fontainebleau, død 2. august 1589 i Saint-Cloud) var konge af Polen og storfyrste af Litauen 1573 – 1574 og  konge af Frankrig 1574 – 1589.

## Biografi
Henrik var søn af Henrik 2. af Frankrig og Katharina af Medici. Han blev opdraget af sin mor til det rænkespil og det fornøjelsessyge liv, der var hendes, og det fremtrådte hos ham i endnu grovere former med hans favoritter,  mignonerne. I 1572 var han hendes medskyldige ved iscenesættelsen af Bartholomæusnattens  blodbad. Samme år lykkedes det ham ved omfattende intriger at blive valgt til konge i Polen, men her kunne han aldeles ikke magte forholdene, og da hans broder Karl 9. døde i 1574, flygtede han fra Polen for at overtage den franske kongekrone. 
Her kom han til at stå over for yderst vanskelige forhold. Ophidselsen fra blodbadet var vedvarende. Katolikkerne ledet af slægten Guise og protestanterne ledet af Bourbonerne var stadig rede til kamp, og hertil kom nu som de mæglende "politikerr", ledet af hans bror hertugen af Orléans og familien Montmorency. 
Henrik, der lod sig lede af sin mor, var meget uheldig. Allerede i 1575 kom det til åben krig, hvor "politikerne" og huguenotterne stod sammen mod hoffet og katolikkerne. I 1576 ved Paix de Monsieur købte Henrik sig fred ved at give huguenotterne betydelige indrømmelser ved at overlade deres ledere store besiddelser. Dermed blev katolikkernes harme vakt, og under ledelse af Henrik af Guise blev Den Katolske Liga stiftet. Den beherskede stænderne ved mødet i Blois i 1576, og kongen gik pludselig over på dens side og erklærede sig for ligaens overhoved. 
Det førte til en ny krig, der ved freden i Bergerac i 1577 endte med nye indrømmelser til protestanterne. I 1579 udstedtes Ordonnance de Blois, hvorved betydelige reformer gennemførtes i retssystemet, men kongen selv havde intet bidrag ydet til dette arbejde, der var et værk af dygtige jurister. I 1580 førtes atter en lille resultatløs krig mod Henrik 3. af Navarra. 
Der var nu nogen tids ro. Men den forsvandt, da kongens bror Frans, hertug af Anjou døde 1584, og Henrik af Navarra nu var tronarving. Det gav den katolske liga ny kraft, og samme år indgik Henrik af Guise en traktat med Filip 2. af Spanien, hvori de lovede hinanden at modsætte sig, at en kætter blev Frankrigs konge. Næste år gjord ligaens mænd sig overalt oprør mod kong Henrik. Tilskyndet af England og Holland tilbød kongen nu at anerkende Henrik af Navarra som sin tronarving, hvis han ville antage den katolske tro. De skulle så i fællesskab vende sig mod ligaen. Henrik af Navarra afslog imidlertid, og kongen forsøgte selv nogle kampe mod ligaen. Da de ikke lykkedes, indgik han pludselig en traktat i Nemours 1585 med Henrik af Guise. 
I overensstemmelse dermed fik ligaen ni sikkerhedsstæder, mens den reformerte lære blev forbudt. Ved samme lejlighed erklærede paven, at Henrik af Navarra og hans bror Prinsen af Condé som kættere havde tabt al ret til den franske krone. Pariserparlamentet nedlagde dog en bestemt protest mod dette overgreb mod den franske krones uafhængighed af paven. 
I 1586 udbrød der atter åbenlys kamp. Henrik 3., der stadig kun ønskede at se de to modparter ødelægge hinanden, samlede i 1587 tre hære. Den ene sendte han under hertugen af Guise mod Henrik af Navarras tyske hjælpere, den anden under Anne de Joyeuse mod hugenotterne, mens han selv stod midt imellem med den tredje hær for at afvente begivenhederne. Hans håb var, at tyskerne skulle slå den forholdsvis ringe styrke, der var sendt mod dem, mens Joyeuse med sin overlegne styrke sejrede over hugenotterne. Planen mislykkedes. Henrik af Navarra slog Joyeuse ved Coutras 1587, og Henrik af Guise sejrede over tyskerne, mens kongen selv intet udrettede. Han vendte derpå tilbage til Paris og forbød hertugen af Guise at komme der. Denne indfandt sig alligevel, og det kom til store uroligheder, der almindeligvis betegnes som Barrikadedagen (La Journée des Barricades) i maj 1588. Kongen måtte flygte fra byen. 
Efter et par måneders forhandlinger gik han ind på alle hertugens fordringer og sammenkaldte en stænderforsamling i Blois i 1588. Her havde katolikkerne ganske overhånd og optrådte med et overmod, der stedse mere ophidsede kongen. Det endte med, at kongen den 23. december 1588 lod Henrik af Guise myrde.
Det fremkaldte almindelig opstand blandt katolikkerne med Paris' borgere i spidsen, og kongen måtte over for denne bevægelse søge sin støtte hos Henrik af Navarra. Denne sejrede overalt, og i juli 1589 drog de to konger mod Paris med 40.000 mand. Men dagen før stormløbet på byen skulle finde sted, 1. august 1589, stak dominikanermunken Jacques Clement en kniv i kongen, der døde dagen efter. Før sin død havde han anbefalet Henrik af Navarra at antage den katolske religion og havde ladet sine mænd sværge ham troskab. Med Henrik uddøde Huset Valois.

## Titler
| - Hertug af Angoulême (1551-1574) - Hertug af Orléans (1560-1574) - Hertug af Bourbon (1566-1574) - Greve af Forez, d'Agen, de Rouergue (1566-1574) | - Hertug af Anjou (1567-1573) - Generalintendant for kongeriget (1569-1573) - Greve af d'Auvergne (1569-1574) - Konge af Polen (1573-1575) | - Storfyrste af Litauen (1573-1575) - Konge af Frankrig (1574-1589) - Greve af Forcalquier (1574-1589) |